# Eucarpia magna
Eucarpia magna är en insektsart som först beskrevs av Frederick Arthur Godfrey Muir 1913.  Eucarpia magna ingår i släktet Eucarpia och familjen kilstritar. Inga underarter finns listade i Catalogue of Life.